# Jail War
Jail War is een videospel dat werd ontwikkeld en uitgegeven door Mad Games. Het spel kwam in 1990 uit voor de Commodore 64. Het spel wordt met zijaanzicht getoond. De speler bestuurt een crimineel die uit een gevangenis is ontsnapt en op weg is naar zijn helikopter. Als de speler wordt neergeschoten, verliest deze een leven. Als alle levels op zijn, is het spel ten einde.

## Ontwikkelteam
- Ontwikkelaar: Hugo The Frog
- Graphics: Arnold Swans
- Muziek: Thomas Mogensen